# Gouvernorat de Lahij
Pour les articles homonymes, voir Lahij (homonymie).
Ne doit pas être confondu avec Lahidj.
Le gouvernorat de Lahij (en arabe : لحج Laḥiǧ) est un gouvernorat (c'est-à-dire une division administrative) du Yémen. Sa capitale est Lahij. En 2011, sa population atteint 875 000 habitants.

## Liste des districts du gouvernorat
- Al Hawtah District
- Al Had District (en)
- Al Madaribah Wa Al Arah District
- Al Maflahy District
- Al Maqatirah District
- Al Milah District
- Al Musaymir District
- Al Qabbaytah District
- Habil Jabr District
- Halimayn District
- Radfan District
- Tuban District
- Tur Al Bahah District
- Yafa'a District
- Yahr District